# 이유원 (1763년)
이유원(李有源, 1763년 4월 14일 - 1835년 2월 16일)은 조선 후기의 학자, 효자로 서재필, 서재창의 외증조부이다. 효행으로 여러번 천거되기도 하였으며, 사후 아들 이기두의 출세로 가선대부 이조참판에 증직되었다. 본관은 성주(星州)이고, 자(字)는 덕윤(德潤)이며 호(號)는 눌와(訥窩)이다.

## 생애
그는 효성(孝誠)이 지극(至極)하여 겨울에 어머니가 잉어를 먹고 싶다고 하자 추운 겨울에 얼음 속에서 잉어를 얻어오기도 했고, 눈 속에서 과채(瓜菜)를 구하여 부모를 봉양하였다. 보성의 사림이 여러 번 그 효행(孝行)을 조정에 보고하고 천거하였다.
세번 결혼하였는데 첫 부인 통덕랑(通德郞) 나상좌(羅尙佐)의 딸 금성나씨(錦城羅氏)에게는 자녀가 없고, 재취 부인 송창여(宋昌呂)의 딸 여산송씨(礪山宋氏)에게서 2남 2녀를 두었는데 장남이 이기대로 이최선의 장인이며 이승학의 외할아버지이다. 또한 독립운동가 겸 정치인 서재필과 갑신정변의 혁명가 서재창의 외할아버지이다. 세 번째 부인 전의이씨(全義李氏)에게서 3남 2녀를 얻었는데 이 중 막내아들 이기두가 훗날 노인직으로 동지중추부사에 올랐다.
동복군 문덕면(현 보성군 문덕면)에 정착하였으며 1835년 2월 16일에 사망하였다. 당시 향년 73세였다. 후에 아들 이기두가 노인직으로 동지중추부사에 올라 1888년(고종 25년) 증 가선대부(嘉善大夫) 이조참판(吏曹參判) 겸 동지의금부사(同知義禁府事)에 추증되었다.
전라남도 보성군 문덕면 용암리 산42번지 장동마을 후록(後麓) 손좌(巽坐)에 안장되었다. 증손자 이교문(李敎文)이 행록(行錄)을 짓고, 그의 손녀사위 이최선과 외증손 이승학의 연고로 면암 최익현(勉菴 崔益鉉)이 특별히 발문(拔文)을 썼다.

## 가족 관계
- 할아버지 : 이규명(李奎明) - 한성부에서 보성군으로 이주하였다.
- 할머니 : 파평윤씨(坡平尹氏)
- 할머니 : 해평윤씨(海平尹氏)
  - 삼촌 : 정진(定鎭)
  - 삼촌 : 관진(觀鎭)
- 아버지 : 이국진(李國鎭, 1738년 8월 16일 - 1781년 5월 27일, 호는 도헌)
- 어머니 : 하동정씨(河東鄭氏, 1735년 - 1787년 5월 8일)
- 부인 : 금성나씨(錦城羅氏 ? - 1788년 6월 13일)
- 부인 : 여산송씨(礪山宋氏, ? - 1797년 6월 20일)
  - 아들 : 이기대(李箕大)
  - 아들 : 이기룡(李箕龍)
  - 아들 : 이기백(李箕柏)
  - 딸 : 이씨
  - 딸 : 이씨
- 부인 : 전의이씨(全義李氏, 1779년 - 1839년 11월 8일)
  - 아들 : 이기덕(李箕德)
  - 아들 : 이기두(李箕斗)
  - 딸 : 이씨
  - 딸 : 이씨

## 같이 보기
- 서재필
- 서재창
- 이지용
- 이건창
- 이일
- 이승학
- 이용순
- 이최선
- 서광범
- 이한기